# تفزر الجروح

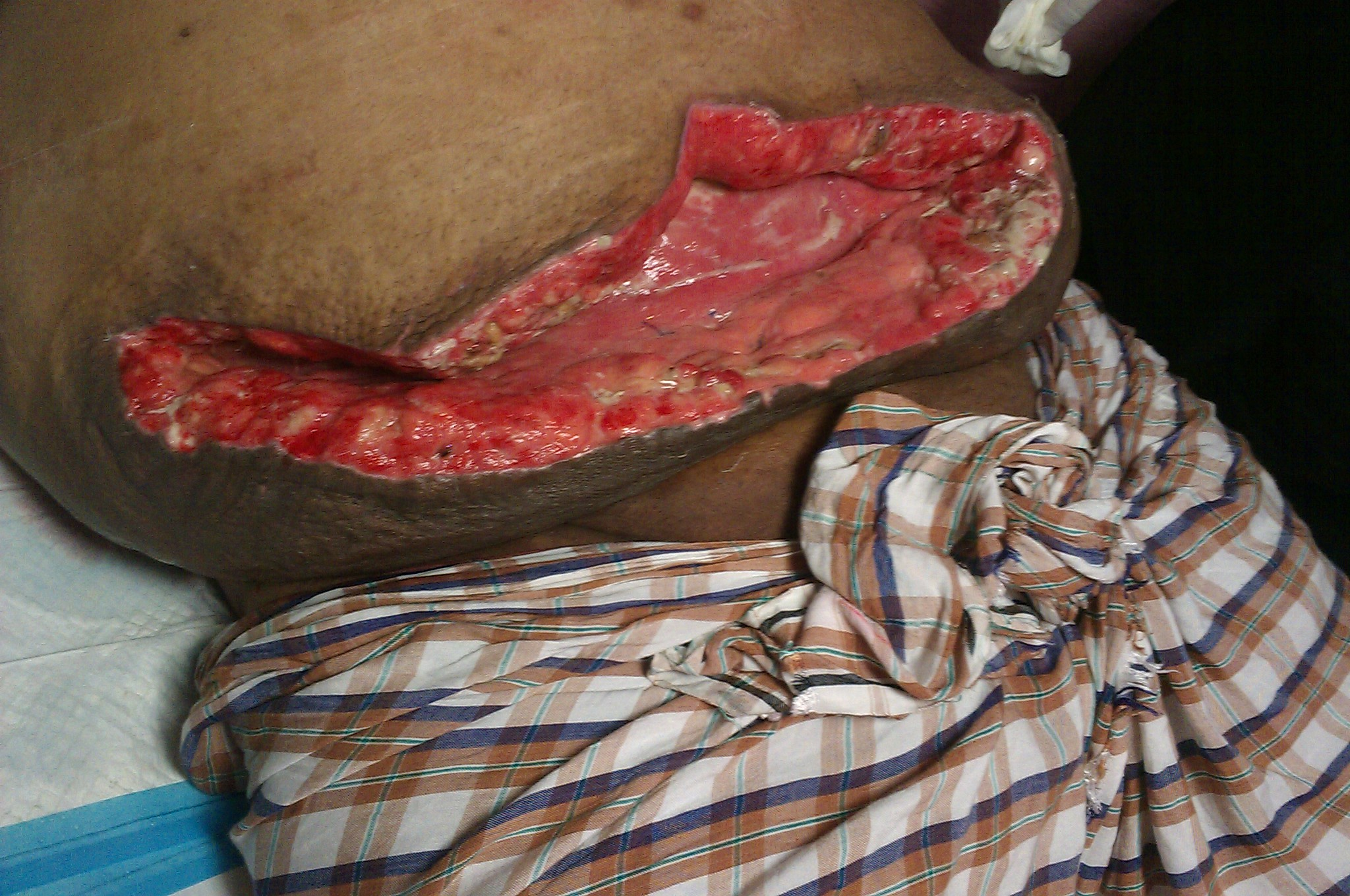
تفزر الجروح بعد عملية لإصلاح فتق أصل الفخذ.

تفزر الجروح هو أحد مضاعفات العمليات الجراحية، بحيث يفتح الجرح وتفقد الخيوط الجراحية أماكن تثبيتها على جانبي مكان الجراح. ثمة عوامل الخطر ترتبط بحدوث التفزر كالتقدم في السن، ومرض السكري، والسمنة، وضعف الشد على الغرز، والإصابات على الجرح بعد الجراحة.

## أعراض التفزر
يُعد كل من: النزيف والألم والحمى أو فتح الجرح من تلقاء نفسه من أعراض التفزر.

## أسباب التفزر
سوء تقويض (قطع الجلد بعيدًا عن الأنسجة الكامنة) الجرح أثناء الجراحة، أو كون الجرح يقع في منطقة كثيرة التنقل أو الحركة مثل الكتفين، الظهر أو الساقين.
وتشمل عوامل الخطر أي من البنود أعلاه بالإضافة إلى السمنة والتدخين ووجود ندبة سابقة والخطأ الجراحي والسرطان والاستخدام المزمن لـ الكورتيزون وزيادة الضغط في البطن.

## الوقاية
عن طريق التقويض الجيد للحد من التوتر على حواف الجرح، وتجنب رفع الأحمال الثقيلة، والشفاء من خلال التغذية المناسبة، والسيطرة على مرض السكري وتجنب بعض الأدوية مثل الكورتيزون. ويمكن أيضًا أن تستخدم شرائط معقمة لخياطة الجروح وتغطيتة لمدة تصل إلى أسبوع. كما أن استخدام المضادات الحيوية وتنظيف الجرح قد يساعد أيضًا.

## العلاج
بمجرد حدوث تفزر للجرح يمكن التعامل معه بإعادة القطع وخياطة الحواف وإعطاء المضادات الحيوية الوقائية. يجب تغيير غطاء الجرح باستمرار.